# Pheidole distorta
Pheidole distorta är en myrart som beskrevs av Auguste-Henri Forel 1899. Pheidole distorta ingår i släktet Pheidole och familjen myror.

## Underarter
Arten delas in i följande underarter:
- P. d. distorta
- P. d. reclusi